# Ши, Кэтт
Кэтт Ши (англ. Katt Shea; 1957, Детройт, Флорида, США) — американская актриса, режиссёр, сценарист, фотомодель, певица и преподаватель актёрского мастерства, в прошлом — учитель слепых детей.

## Биография
Кэтт Ши родилась Детройте, Флорида, в семье художника и медсестры. Она выросла в тихом пригороде Детройта и с отличием окончила Мичиганский университет, выучившись на учителя. Обучала слепых детей в Детройте до того, как переехала в Лос-Анджелес, чтобы начать кинокарьеру. В течение короткого времени училась в Калифорнийском университете в Лос-Анджелесе.
Снялась в 13-ти фильмах и телесериалах. Она сыграла небольшую роль в фильмах «Лицо со шрамом» и «Психо III». Сняла двенадцать фильмов и написала сценарий в одиннадцати. В 1992 году была номинирована на «Сандэнс» за свой фильм «Ядовитый плющ». В наши дни, Ши в основном занята преподаванием актёрского мастерства.
Ши сняла для Кормана несколько фильмов по сценариям, написанных ею и Энди Рубеном. Корман позже описал её как «талантливого режиссера. Она особенно хороша с актерами, поскольку сама была актрисой. Она сама научилась обращаться с камерой и с каждым снимком становилась все лучше».

## Личная жизнь
В 1979 году Кэтт вышла замуж за коллегу Энди Рубен. Они развелись в 1992 году после 13 лет брака.

## Фильмография
- 1986 — Патриот — сценарист
- 1987 — Раздетая для убийства — режиссёр, сценарист
- 1989 — Танец проклятых — режиссёр, сценарист
- 1989 — Раздетая для убийства 2 — режиссёр, сценарист
- 1990 — Улицы — режиссёр, сценарист
- 1992 — Ядовитый плющ — режиссёр, сценарист
- 1992 — Танец со смертью — сценарист
- 1996 — Последняя надежда Земли — режиссёр, сценарист
- 1996 — Потасовка — сценарист
- 1999 — Кэрри 2: Ярость — режиссёр
- 2001 — Поделившись секретом — режиссёр
- 2002 — Святилище — режиссёр, сценарист
- 2019 — Нэнси Дрю и потайная лестница — режиссёр
- 2022 — Руби, собака-спасатель — режиссёр